# Бобровники (Любуське воєводство)
Бобровники (пол. Bobrowniki, нім. Bobernig) — село в Польщі, у гміні Отинь Новосольського повіту Любуського воєводства.
Населення — 725 осіб (2011).
У 1975-1998 роках село належало до Зеленогурського воєводства.

## Демографія
Демографічна структура станом на 31 березня 2011 року:
|          | Загалом | Допрацездатний вік | Працездатний вік | Постпрацездатний вік |
| -------- | ------- | ------------------ | ---------------- | -------------------- |
| Чоловіки | 374     | 91                 | 249              | 34                   |
| Жінки    | 351     | 79                 | 208              | 64                   |
| Разом    | 725     | 170                | 457              | 98                   |